# امیلیا-رومانیا
امیلیا-رومانیا (به ایتالیایی: Emilia-Romagna) یکی از ناحیه‌های ایتالیا است.
امیلیا-رومانیا در شمال مرکزی ایتالیا واقع شده و مرکز آن شهر بولونیا است.
این ناحیه از دو منطقهٔ تاریخی به نام‌های امیلیا و رومانیا تشکیل شده‌است. امیلیا-رومانیا دارای مساحتی برابر با ۲۰٬۱۲۴ کیلومتر مربع و جمعیتی در حدود ۴٫۳ میلیون نفر است.
دانشگاه بولونیا قدیمی‌ترین دانشگاه جهان با نزدیک به هزار سال قدمت و آکادمی هنرهای زیبای بولونیا یکی از قدیمی‌ترین و معتبرترین آکادمی های هنری جهان در این ناحیه قرار دارند.
سرکه بالزامیک در مودنا و پنیر پارمیجانو (پارمیزان) در پارما و رجونل امیلیا از شهرت جهانی برخوردارند.
این ناحیه در زمینه تولید و ساخت اتومبیل ،   موتور و مهندسی مکانیک یک ناحیه پیشرو در اروپا محسوب می‌شود.
امیلیا-رومانیا قلب صنعت غذایی و خودرو ایتالیاست.
این ناحیه بزرگترین تولیدکننده محصولات کشاورزی (بالاخص گندم) در ایتالیاست و از جمله محصولات دیگر آن می‌توان سیب‌زمینی ،  ذرت ، گوجه‌فرنگی ، پیاز  و انگور (برای تولید شراب) را نام برد.
پرورش گاو و خوک از جمله فعالیت‌های مهم دیگر آن تلقی می‌شود.
سواحل دریای آدریاتیک و شهر آجری بولونیا مهمترین مقاصد گردشگری این ناحیه هستند.
ریمینی یکی از مهمترین اماکن تفریحات ساحلی ایتالیا میباشد.
موقعیت مکانی ناحیه امیلیا-رومانیا که میان بخش شمالی و میانی ایتالیا واقع شده باعث توسعه بالای شبکه راه‌ها و ارتباطات در این ناحیه شده است و نیز ایستگاه راه آهن بولونیا یکی از مهمترین نقاط اتصال راه آهن در ایتالیا می‌باشد.
همچنین در این ناحیه چندین نیروگاه برق وجود دارد.
باشگاه فوتبال بولونیا و  باشگاه اتومبیلرانی اسکودریا فراری از مهمترین تیم های ورزشی این ناحیه هستند.
نیروگاه هسته‌ای کارسو (بزرگترین نیروگاه هسته‌ای ایتالیا )در این ناحیه قرار دارد.

## جمعیت
| سال      | میزان جمعیت |
| 2019     | 4.459.453   |
| 2020     | 4.464.119   |
| -------- | ----------- |
| 2021     | 4.441.353   |
| 2022     | 4.425.366   |
| JAN 2023 | 4.426.929   |